# 노라와 황녀와 도둑고양이 하트
노라와 황녀와 도둑고양이 하트(일본어: ノラと皇女と野良猫ハート, Nora, Princess, and Stray Cat) 또는 노라와 황녀와 길고양이 하트는 하루카제가 개발한 일본의 성인 비주얼 노벨이며 2016년 2월 26일에 마이크로소프트 윈도우용으로 출시되었다. 총 12화의 일본의 애니메이션 텔레비전 시리즈 각색판이 2017년 7월부터 9월까지 방영되었다. 플레이스테이션 비타(PSV) 버전은 2017년 9월 28일 출시되었다. 일본에서는 공식적으로 노라토토(ノラとと)로 줄여 쓴다.